# Estremo Occidente
Estremo Occidente è un album di Vittorio Nocenzi; raccoglie 9 composizioni inedite, ispirate ad altrettanti esagrammi de "I Ching". Registrate da Francesco Gatti con la collaborazione di Filippo Gatti.

## Tracce
1. Ta Ch'u - La forza domatrice del grande
2. Ch'ien - Il creativo
3. Tui - Il sereno, il lago
4. K'uei - La contrapposizione
5. Ku - L'emendamento delle cose guaste
6. Kuai - Lo straripamento
7. Wu Wuang - L'inaspettato
8. I - Gli angoli della bocca
9. Sui - Il seguire